# Hashkushtun
Hashkushtun  (Ha’-ckûc-tûn), jedno od sela Takelma Indijanaca, jezična porodica takilman, koje se nalazilo na južnoj obali rijeke Rogue u jugozapadnom Oregonu. Spominje ga američki etnolog i jezikoslovac J. O. Dorsey u Jour. Am. Folk-lore, III, 235, 1890.